# Модифікатори
Модифікатори (активатори, депресори і регулятори середовища) – флотаційні реагенти, що використовуються для регулювання взаємодії збирача з мінералами з метою збільшення або зменшення гідрофобізації їхньої поверхні.
Використання модифікаторів дозволяє збільшити селективність дії збирача на мінерали і таким чином забезпечує їх чітке розділення при флотації. При введенні у пульпу модифікатора збирач гідрофобізує одні мінерали і не впливає на інші. 

## Речовини-модифікатори
Як модифікатори використовуються різні за складом, структурою і властивостями хімічні сполуки (солі, кислоти, луги, електроліти, органічні і неорганічні речовини).

## Взаємодія з мінералами
Модифікатори взаємодіють з мінералами, збирачами і йонами, що присутні у пульпі, при цьому характер взаємодії може бути таким:
- модифікатори діють безпосередньо на поверхні мінералу і змінюють її хімічний склад. При використанні активатора досягається посилення взаємодії збирача з мінералом, при використанні депресора – припинення;
- модифікатори можуть витискувати збирач, що закріпився на поверхні мінералу, і таким чином припиняти його флотацію;
- модифікатори спроможні змінювати флотованість мінералів незалежно від їх взаємодії зі збирачем. Сорбція йонів або молекул модифікатора вільними від збирача ділянками поверхні мінералу змінює гідратацію цієї поверхні. Зни-ження гідратації приводить до підвищення гідрофобності мінеральної поверхні і посилення дії збирача. Підвищення гідратації приводить до протилежного ре-зультату;
- деякі модифікатори можуть у широкому діапазоні змінювати кислотність середовища, у якому здійснюється взаємодія збирача з мінералом, і таким чином впливати на флотацію.